# إميل هارتمان
إميل هارتمان (بالدنماركية: Emil Hartmann)‏ هو ملحن دنماركي، ولد في 21 فبراير 1836 في كوبنهاغن في الدنمارك، وتوفي بنفس المكان في 18 يوليو 1898.

## وصلات خارجية
- إميل هارتمان على موقع ميوزك برينز (الإنجليزية)
- إميل هارتمان على موقع ديسكوغز (الإنجليزية)